# Dillonvale (hrabstwo Hamilton)

Dillonvale na planach hrabstwa Hamilton i stanu Ohio

Dillonvale – jednostka osadnicza w USA, w stanie Ohio.
Liczba mieszkańców w 2010 roku wynosiła 3 474.